# IGFA한국위원회
IGFA한국위원회(International Game Fish Association of Korea)는 한국의 담수 및 해수어에 대한 복원, 보호 및 보존과 관련된 학술적 연구사업 추진을 목적으로 2004년 9월 16일 설립허가된 대한민국 농림축산식품부 소관의 사단법인이다. 사무실은 서울특별시 광진구 구의동 66-57에 있다.